# Prise de Lubumbashi
Vous lisez un « bon article » labellisé en 2021.
Première guerre du Congo
La prise de Lubumbashi a eu lieu en avril 1997 lors de la première guerre du Congo, dans le sud du Zaïre (actuelle république démocratique du Congo). Les rebelles de l'Alliance des forces démocratiques pour la libération du Congo (AFDL) prennent la ville de Lubumbashi défendue par les forces armées zaïroises (FAZ) fidèles au président Mobutu Sese Seko.
La cité, capitale de la province minière du Katanga, est ciblée par les rebelles après leur conquête de l'est du Zaïre. Soutenus par leurs alliés rwandais, les troupes de l'AFDL sont rejointes par des exilés katangais venus d'Angola. Aérotransportés en Zambie, les rebelles prennent à revers les défenses de la ville et mettent en fuite les FAZ démoralisées. La prise de la ville augmente la légitimité de Laurent-Désiré Kabila, chef de l'AFDL, dans son avancée victorieuse jusqu'à la prise de Kinshasa le 17 mai 1997.

## Contexte
Dans les années 1990, la dictature du maréchal Mobutu, mise en place en république démocratique du Congo en 1965 (en), s’essouffle. Le système oligarchique mis en place a ruiné le pays et ses alliés occidentaux ont cessé de le soutenir. Pendant ce temps, le régime hutu au pouvoir au Rwanda s'effondre face à une offensive du Front patriotique rwandais de Paul Kagame. Auteurs d'un génocide contre les Tutsi, les extrémistes Interahamwe se réfugient au Zaïre,,. Le Rwanda décide d'éliminer cette menace à ses frontières et s'allie avec différents rebelles congolais opposés à Mobutu, regroupés autour de Laurent-Désiré Kabila.

Le Zaïre début avril 1997. Les FAZ viennent de quitter Kamina le 31 3 1997.

En octobre 1996, après des incidents au Kivu avec l'ethnie rwandophone Banyamulenge, le Zaïre est attaqué par les rebelles regroupés au sein de l'AFDL, soutenue et encadrée par le Rwanda. Les rebelles et l'Armée patriotique rwandaise chassent les FAZ fidèles à Mobutu de l'est du Zaïre. Une tentative de contre-attaque loyaliste à Kisangani échoue en mars 1997. Les soldats gouvernementaux, peu motivés, ne parviennent pas à stopper l'avancée rebelle.
Toujours sous contrôle des FAZ en avril 1997, Lubumbashi est la deuxième ville du pays et la capitale de la province du Katanga, alors appelé Shaba. La ville est riche de ses mines de cuivre et de cobalt et est le dernier objectif stratégique de l'AFDL avant la capitale Kinshasa.
Le Shaba est également la région d'origine de Laurent-Désiré Kabila. Enfin, la province avait fait sécession en 1960 et formé l'État du Katanga. L'indépendance est perdue en 1963 mais la province garde une tradition autonomiste face au centralisme du régime de Mobutu.

## Forces en présence

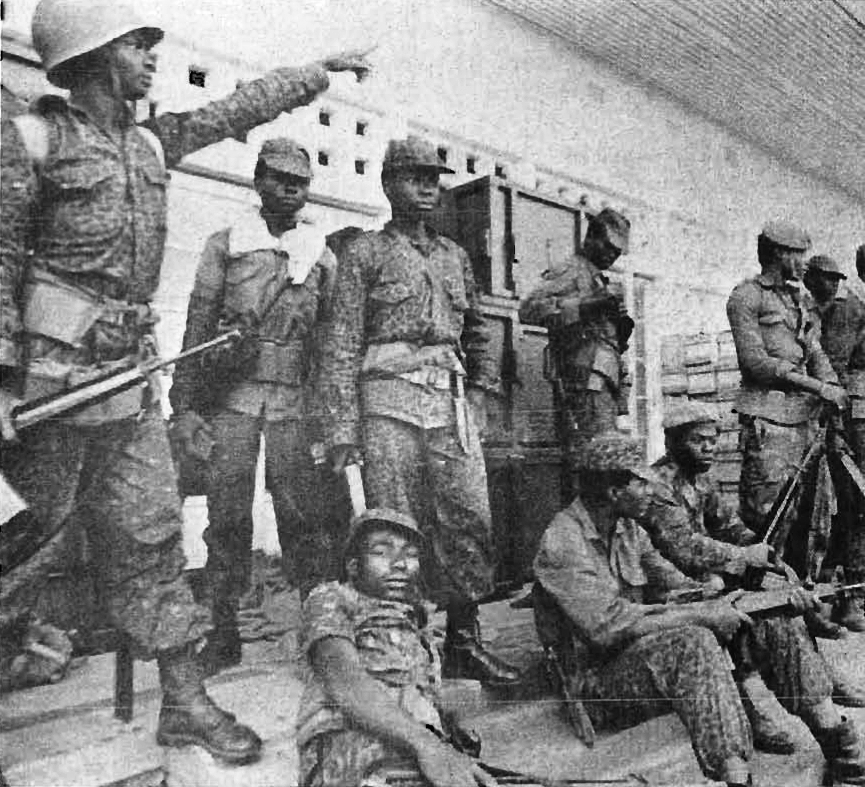
Des soldats de la des FAZ en avril 1977, vingt ans avant la bataille.

En 1990, Lubumbashi  est le siège de la 21e brigade d'infanterie « Léopard » des FAZ, environ 800 hommes sous les ordres du colonel Nsau Nzuzi. Elle est constituée de deux bataillons d'infanterie et d'un bataillon de soutien aux capacités de combat limitées. Des mortiers lourds de 120 mm sont déployés dans la ville mais ne joueront aucun rôle dans les combats. Des unités de la garde civile zaïroise et de la division spéciale présidentielle (DSP) rejoignent la défense de la ville, ces dernières sous les ordres du colonel Nsimba Kinene.
L'Armée populaire de libération du Congo, les forces armées de l'AFDL, est épaulée par les combattants de l'armée patriotique rwandaise. Les rebelles sont également rejoints par les Tigres katangais, force issue d'exilés de la gendarmerie katangaise. La troupe katangaise est sous le commandement de Sylvain Mbumba. Ils rejoignent Ndola en Zambie par avion et prennent Lubumbashi en tenaille par l'ouest, transportés par des camions de l'armée zambienne. 1 000 soldats zambiens auraient également participé aux combats selon le journal sud-africain The Sunday Independent (en). Le colonel rebelle Ntambo Mutchaïl reconnait l'usage d'enfants-soldats (kadogos). L'armement lourd des forces pro-Kabila se limite à des lance-roquettes et mortiers.

## Prise de la ville

Les différents axes de progression des rebelles.

Moins de 300 rebelles auraient participé à l'attaque de la ville le 9 avril, depuis trois directions différentes. Plutôt que d'attaquer par Likasi (au nord-ouest) ou par Kasenga (au nord-est), l'attaque principale de l'AFDL arrive de Kipushi à la frontière zambienne. Les FAZ n'opposent qu'une très bref résistance lors de l'assaut rebelle. Le commandant de la région militaire, le général Peneloa Molanda, est le premier à s'enfuir. Les soldats de la DSP et de la garde civile sont les seuls à résister. Les militaires de la 21e brigade rejoignent les rebelles, et leur indiquent les positions des mortiers et lance-roquettes multiples de la garde présidentielle. Encerclés dans l'aéroport à 10 km du centre-ville, les soldats de la DSP tiennent jusqu'au 10 avril au soir, même si une mutinerie éclate après que les officiers de l'unité ont tenté de s'enfuir. Les soldats de l'ethnie Ngbandi (celle de Mobutu) sont évacués au dernier moment par avion.
La ville est pillée par les soldats de Mobutu en déroute, ainsi que par ses habitants, mais les pertes civiles sont faibles. Les rebelles reçoivent un accueil enthousiaste de la part de la population. La sécurité est assurée par le parti local Uferi, proche des combattants Tigres katangais.

## Suites

Le drapeau historique du Congo-Léopoldville, repris dans la ville ralliée aux rebelles.

La ville devient la capitale de facto des rebelles. Les symboles zaïrois sont rapidement retirés de la ville et le drapeau historique de la république du Congo flotte sur les bâtiments publics tandis que de nombreux jeunes de la ville rejoignent les troupes rebelles. Le reste de la province est libéré facilement par les rebelles.

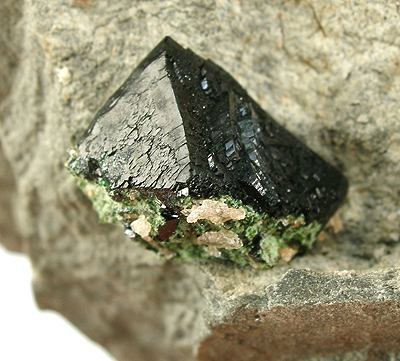
De la libéthénite extraite d'une mine de Lubumbashi.

La conquête de Lubumbashi, ainsi que celle de la ville diamantifère de Mbujimayi (Kasaï-Oriental), siège de la société minière de Bakwanga, le 5 avril 1997, permet de renflouer les caisses de l'AFDL. Le 16 avril 1997, l'AFDL signe un contrat avec l'America Mineral Fields (en) qui gère les mines de la ville. Dès le 18 avril 1997, le chef du bureau de De Beers à Kinshasa part rencontrer Laurent-Désiré Kabila. Les représentants de Goldman Sachs et de First Bank of Boston (en) visitent à leur tour le leader rebelle.
Kabila devient dès lors pour la communauté internationale un élément clé dans la situation au Zaïre. Il reçoit ainsi début mai une délégation américaine menée par Cynthia McKinney, membre de la chambre des représentants des États-Unis.
Le 16 mai, un mois après la prise de Lubumbashi, Mobutu fuit hors de son palais à Kinshasa. Le lendemain, l'AFDL entre dans la ville et Kabila annonce depuis Lubumbashi qu'il devient président de la république démocratique du Congo.